# Río Ibáñez (comuna)
Río Ibáñez es una comuna de la zona austral de Chile ubicada en la Región de Aysén. Limita al norte con Coyhaique, al este con Argentina (Santa Cruz), al sur con Chile Chico y al oeste con Aysén. Según el censo de 2017 posee una población de 2666 habitantes. Su capital es la aldea Puerto Ingeniero Ibáñez. Esta comuna es lugar de tradiciones gauchescas.

## Historia
En 1959 se crea la comuna-subdelegación Río Ibáñez, perteneciente al departamento de Coyhaique y con Puerto Ingeniero Ibáñez como cabecera. A su vez, junto con la comuna de Coyhaique conforma una delegacíón municipal con cabecera en esta última. Tras la regionalización del país impulsada por la dictadura militar, en 1975 Río Ibáñez pasa a integrar la provincia General Carrera.

## Medio ambiente

### Geomorfología y componentes abióticos

Trazado simplificado de los ecosistemas y cuerpos de agua presentes en la comuna de Río Ibáñez.

La comuna de Río Ibáñez se encuentra emplazada en las unidades geomorfológicas de Cordillera patagónica de ventisqueros del Pacífico y Cordillera patagónica de fiordos y ríos de control tectónico; y presenta según la clasificación climática de Köppen clima de tundra (ET), clima de tundra de lluvia invernal (ET (s)), clima mediterráneo de lluvia invernal (Csb), clima mediterráneo de lluvia invernal de altura (Csb (h)), clima mediterráneo frío de lluvia invernal (Csc), clima templado lluvioso (Cfb) y clima templado lluvioso frío (Cfc). Esta además se halla entre las cuencas hidrográficas de Costeras e Islas entre el río Aysén, río Baker y Canal Gral. Martínez, río Aysén y río Baker. Además, la comuna posee diversos cuerpos de agua, entre los que se destacan el lago Alto, lago Bayo, lago Central, lago General Carrera, lago Lapparent, lago Las Ardillas, lago Tranquilo y lago Verde, lago General Carrera, río Alarcón o Candonga, río Avellano, río Cajón, río Claro, río de los Leones, río El Chiflón, río El Frío, río El Magín, río Engaño, río Furioso, río Huina, río Ibáñez, río Las Malas, río Los Huemules, río Marta, río Müller, río Murta, río Norte, río Pedregoso, río San Tadeo, río Sin Nombre y río Turbio; y laguna Fontana, laguna Huacal, laguna Los Coihues, laguna Ploma, laguna Ranquehue y laguna Redonia.

### Componentes bióticos
Dentro del territorio de la comuna se pueden hallar los siguientes ecosistemas:
- Bosque caducifolio templado andino donde predominan Nothofagus pumilio y Berberis ilicifolia (Preocupación menor)
- Bosque caducifolio templado andino donde predominan Nothofagus pumilio y Ribes cucullatum (Preocupación menor)
- Bosque mixto templado andino donde predominan Nothofagus betuloides y Berberis ilicifolia (Sin información)
- Bosque siempreverde templado interior donde predominan Nothofagus nitida y Podocarpus nubigenus (Preocupación menor)
- Estepa mediterránea-templada oriental donde predominan Festuca pallescens y Mulinum spinosum (Vulnerable)
- Herbazal templado andino donde predominan Nassauvia dentata y Senecio portalesianus (Preocupación menor)
- Matorral arborescente caducifolio mediterráneo-templado oriental donde predominan Nothofagus antarctica y Berberis microphylla (Preocupación menor)
- Matorral caducifolio templado andino donde predomina Nothofagus antarctica (Preocupación menor)
- Matorral caducifolio templado andino donde predominan Nothofagus antarctica y Empetrum rubrum (Preocupación menor)
- Zonas geográficas hinóspitas sin vegetación (Sin información)

### Medidas de protección ambiental y conflictos socioambientales
Hasta 2022, la comuna de Río Ibáñez cuenta con las siguientes zonas que poseen algún nivel de protección ambiental:
- Deltas General Carrera Oeste (Sitios ERB)[12]
- lago Tamango (Iniciativa de Conservación Privada)[13]
- laguna San Rafael (Reserva Biósfera)[14]
- Parque Nacional Cerro Castillo (Parque Nacional)[15]
- Parque Nacional Laguna San Rafael (Parque Nacional)[16]
- Sector Hudson (Sitios Ley 19.300)[17]

## Demografía
Según el censo de 2017 la comuna cuenta con 2666 habitantes (1445 hombres, 1221 mujeres), y es 100 % rural.
Las principales localidades son las siguientes:
- Puerto Ingeniero Ibáñez: 764 hab.
- Puerto Río Tranquilo: 458 hab.
- Villa Cerro Castillo: 376 hab.
- Bahía Murta: 212 hab.
- Puerto Eulogio Sánchez: 46 hab.

## Administración

### Municipalidad
La Municipalidad de Río Ibáñez para el periodo 2021-2024 es dirigida por el alcalde Marcelo Jélvez Cárdenas (Unión Demócrata Independiente - Chile Vamos) y el concejo municipal conformado por los concejales:
- Gloria Jaramillo Gallardo (IND - Partido Socialista)
- Fernando Quintul Cea (IND - Unión Demócrata Independiente)
- Verónica Estefanía Rojas Avendaño (IND - Unión Demócrata Independiente)
- Wilson Aguilar Martel (IND - Unión Demócrata Independiente)
- Renán Catalán Gavilán (IND - Partido Socialista)
- Aner Oyarzún Vidal (Partido por la Democracia)

### Representación parlamentaria
Río Ibáñez forma parte de la Circunscripción Senatorial XIV y del Distrito Electoral 27. Es representada en la Cámara de Diputados del Congreso Nacional por los siguientes diputados:
- Marcia Raphael Mora (Renovación Nacional)
- Miguel Ángel Calisto Águila (Partido Demócrata Cristiano)
- René Alinco Bustos (IND - PPD)

En el Senado, la representan:
- David Sandoval Plaza (UDI)
- Ximena Órdenes Neira (IND - PPD)

## Economía
Sus principales actividades económicas son la ganadería, la agricultura y el turismo.
En 2018, la cantidad de empresas registradas en Río Ibáñez fue de 73. El Índice de Complejidad Económica (ECI) en el mismo año fue de -0,76, mientras que las actividades económicas con mayor índice de Ventaja Comparativa Revelada (RCA) fueron Comercio al por Menor de Libros (354,5), Otras Actividades de Entretenimiento (62,57) y Venta al por Menor de Combustible para Automotores (53,76).

## Cultura
Destacan también sus actividades culturales, que son visitadas por miles de turistas regionales, nacionales e internacionales, ellas son el Festival Costumbrista de Cerro Castillo «Rescatando Tradiciones» y el Festival Internacional de jineteadas en Puerto Ibáñez, ambos eventos realizados durante la época estival.

## Lugares de interés

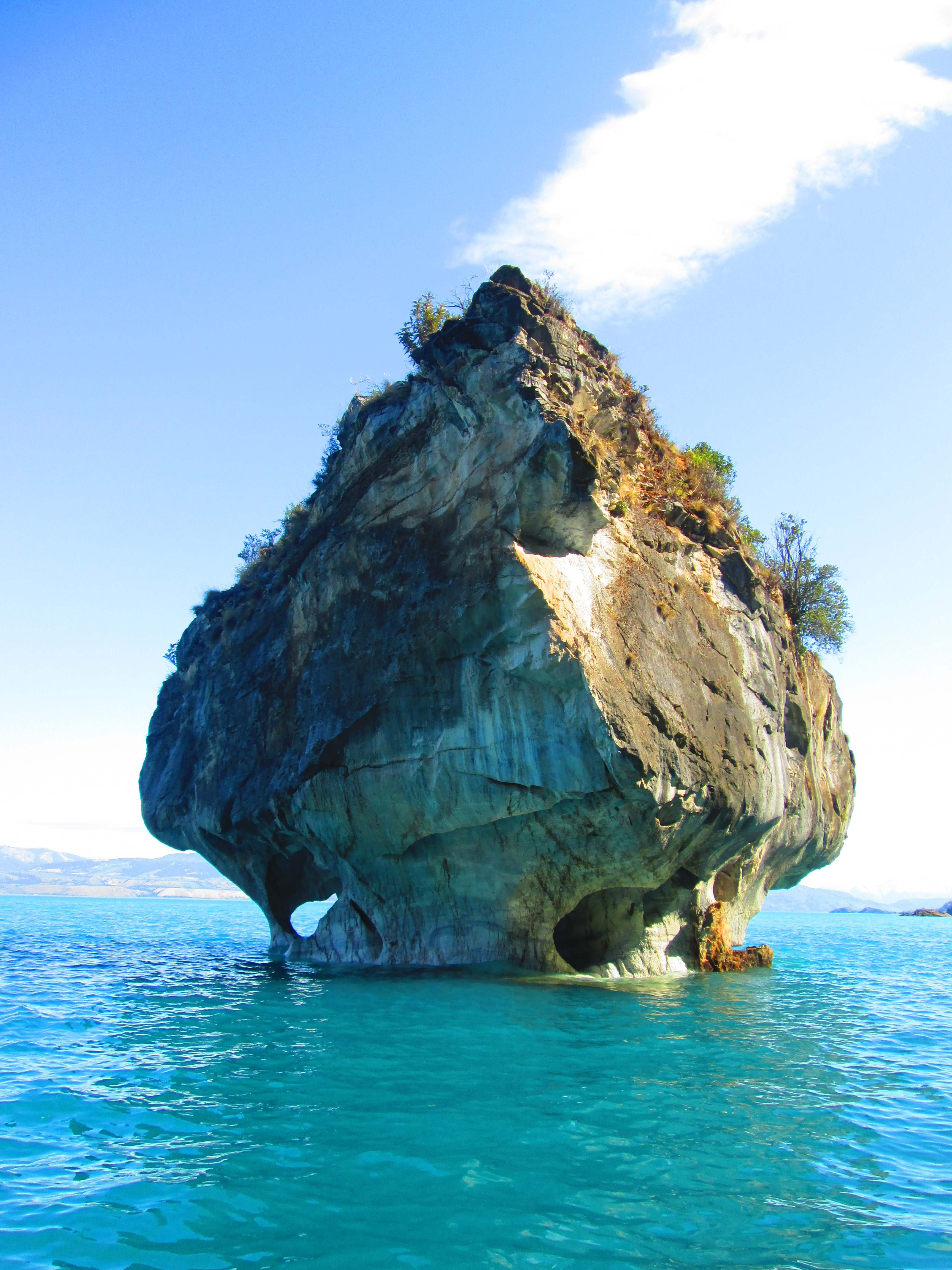
El Santuario de la Naturaleza de la Capilla de Mármol es una de las principales atracciones turísticas de la comuna de Río Ibáñez.

Dentro de sus principales atractivos naturales están la Catedral de Mármol en Río Tranquilo, el glaciar Exploradores, el cerro Castillo, el salto y costanera de río Ibáñez y la laguna La Pollolla, que se destaca por las diversas especies de aves que ahí se aglutinan en las distintas épocas del año.

### Bodegas portuarias del río Ibáñez
Las Bodegas portuarias del río Ibáñez son un monumento histórico localizado en el poblado de Puerto Ibáñez de la comuna de Río Ibáñez, en la Región de Aysén del General Carlos Ibáñez del Campo, Chile. Su data de construcción se remonta a los años 1930 para el caso de la bodega pequeña y 1961 para las bodegas grandes.

## Transporte
Se encuentra comunicada con el resto de la región a través de la Carretera Austral, la cual permite conectar la zona con Coyhaique, distante a 108 km, tramo que se encuentra completamente asfaltado. También desde el puerto es posible navegar en barcaza hasta Chile Chico; la mayoría del movimiento de mineral obtenido en las minas Cerro Bayo y Laguna Verde es transportado por esta vía.